# Поллио, Клаудио
Клаудио Поллио (итал. Claudio Pollio; род. 27 мая 1958, Неаполь) — итальянский борец вольного стиля, олимпийский чемпион 1980 года, призёр чемпионата Европы, чемпион Средиземноморских игр. Первый итальянец — олимпийский чемпион по вольной борьбе, и остаётся единственным по состоянию на 2024 год.

## Биография
Начал заниматься борьбой в 16 лет. В 1975 году занял второе место на Средиземноморских играх. В 1976 году победил на чемпионате Европы среди юниоров и предолимпийский международный отборочный турнир.
На Летних Олимпийских играх 1976 года в Монреале боролся в категории до 48 килограммов (первый наилегчайший вес). Выбывание из турнира проходило по мере накопления штрафных баллов. За чистую победу штрафные баллы не начислялись, за победу за явным преимуществом начислялось 0,5 штрафных балла, за победу по очкам 1 штрафной балл, за ничью 2 или 2,5 штрафных балла, за поражение по очкам 3 балла, поражение за явным преимуществом 3,5 балла, чистое поражение — 4 балла. Если борец набирал 6 или более штрафных баллов, он выбывал из турнира. Титул оспаривали 18 человек. После двух поражений 18-летний дебютант выбыл из турнира. 
| Круг | Соперник   | Страна                                       | Результат | Основание               | Время схватки |
| ---- | ---------- | -------------------------------------------- | --------- | ----------------------- | ------------- |
| 1    | Акира Кудо | Япония                                       | Поражение | Туше (4 штрафных балла) | 7:14          |
| 2    | Ли Ёнг Нам | Корейская Народно-Демократическая Республика | Поражение | 7-35 (4 штрафных балла) |               |

В 1978 году был шестым на чемпионате Европы и на чемпионате мира. В 1979 году остался вторым на Гран-при Германии и пятым на чемпионате Европы. В том же году победил на Средиземноморских играх. В 1980 году на чемпионате Европы добрался до четвёртого места.
На Летних Олимпийских играх 1980 года в Москве боролся в категории до 48 килограммов (первый наилегчайший вес). Регламент в основном остался прежним, титул оспаривали 14 человек. Клаудио Поллио стал чемпионом в известной степени случайно. К четвёртому кругу он находился лишь на пятом месте. В четвёртом круге, непрерывно атакуя, он смог добиться дисквалификации северокорейского спортсмена Чан Со Хона и выйти в финальную часть соревнований. Кореец тоже вышел в финал. Третьим в финале был Сергей Корнилаев, опережавший всех соперников. Для победы советскому борцу было достаточно даже проиграть Чан Со Хону, но по очкам.

Для того чтобы стать олимпийским чемпионом, Сергея устраивало даже поражение по баллам, но кореец вел поединок очень агрессивно и сумел провести бросок через спину и сбивание захватом за ноги. Корнилаев, пытаясь выровнять поединок, в конце схватки без достаточной подготовки начал проводить сбивание скручиванием захватом за туловище и был опережен соперником за счет накрывания. Это было большой неожиданностью для всех специалистов и прежде всего для итальянца Клаудио Поллио… Следя за поединком Корнилаева, борец из Италии вначале не поверил тому, что произошло на ковре, но диктор вернул его к действительности, объявив о чистом поражении Сергея.— 
Поскольку Клаудио Поллио уже победил корейского спортсмена до финальных встреч, он, не встречаясь с ним, и минимально возможно проиграв Сергею Корнилаеву, вышел на первое место и стал олимпийским чемпионом.
| Круг              | Соперник           | Страна                                       | Результат | Основание                                     | Время схватки |
| ----------------- | ------------------ | -------------------------------------------- | --------- | --------------------------------------------- | ------------- |
| 1                 | Ян Фаландис        | Польша                                       | Победа    | 8-4 (1 штрафной балл)                         |               |
| 2                 | Гомбын Хишигбаатар | Монголия                                     | Победа    | 17-10 (1 штрафной балл)                       |               |
| 3                 | Махабир Сингх      | Индия                                        | Поражение | 5-15 (3,5 штрафных балла)                     |               |
| 4                 | Чан Со Хон         | Корейская Народно-Демократическая Республика | Победа    | Дисквалификация соперника (0 штрафных баллов) | 7:12          |
| 5                 | -                  | -                                            | -         | -                                             |               |
| Финал (встреча 1) | -                  | -                                            | -         | -                                             |               |
| Финал (встреча 2) | Сергей Корнилаев   | Союз Советских Социалистических Республик    | Поражение | 1-5                                           |               |

В 1981 году Клаудио Поллио занял второе место на чемпионате Европы и эта награда стала единственной для борца на чемпионатах мира и Европы. В 1982 году занёс в свой актив седьмое место на чемпионате мира. В 1983 году федерация на год отстранила борца от участия в соревнованиях — борец был принят на работу в банк (по звонку президента Италии Сандро Пертини) и совмещал это с тренерской работой — и он решил прекратить карьеру. На настоящее время работает в банке и продолжает тренировать в одном из спортивных клубов Неаполя.
Кавалер медали «За заслуги в спорте».